# Tatarstan
Republika Tatarstan, Tatarska ili Tatarija (ruski: Респу́блика Татарста́н, tatarski: Татарстан Республикасы) je republika u Ruskoj Federaciji.
Neslužbeni moto Tatarske je: Buldırabız! (Možemo!).

## Naziv
Izravni prijeslov imena ove republike s ruskog je Respublika Tatarstan. Druga tatarska inačica, imena ove republike je Tatarstan Cömhüriäte (cömhüriät je tatarski naziv za republiku), ali je neslužben. Druga inačica imena na ruskome je Тата́рия (Tatarija) i bilo je službeno dok je postojala Tatarska ASSR za sovjetskog doba.

## Zemljopis
Tatarska se nalazi u središtu Istočnoeuropske nizine, otprilike 800 km istočno od Moskve. Leži duž rijeka Volge i Kame (pritoke rijeke Volge), i pruža se istočno prema Uralu.
- Površina: 67,836.2 km²
  - Međe:
  - unutarnje: Kirovska oblast (sjever), Udmurtija (sjever-sjeveroistok), Baškirija (istok-jugoistok), Orenburška oblast (jugoistok), Samarska oblast (jug), Uljanovska oblast (jug-jugozapad), Čuvašija (zapad), Marij El (zapad-sjeverozapad).
- Najviši vrh: 343 m
- Najveća udaljenost sjever-jug: 290 km.
- Najveća udaljenost istok-zapad: 460 km.

### Vremenska zona
Tatarstan se cijela nalazi u Moskovskoj vremenskoj zoni (MSK/MSD). UTC mu je +0300 (MSK)/+0400 (MSD).

### Rijeke
Najveće rijeke su (tatarska imena su dana u zagradama):
- Bjelaja (Ağidel) (plovna)
- Ik (Iq)
- Kama (Çulman) (plovna)
- Volga (İdel) (plovna)
- Vjatka (Noqrat) (plovna)

### Jezera
Najveća akumulacijska jezera u ovoj republici su (tatarska imena su u zagradama):
- Kujbiševsko jezero (Kuybışev)
- Nižnjekamsko jezero (Tübän Kama)

Najveće prirodno jezero je Kaban (Qaban küle).

## Stanovništvo
Glavne etničke grupe su Tatari (52,9 %), Rusi (39,5 %), Čuvaši (3 %), Udmurti, Marijci i Mordvini.

## Vanjske poveznice
- Službene stranice Tatarske  Arhivirana inačica izvorne stranice od 28. listopada 2003. (Wayback Machine)
- Službene stranice Kazanskog državnog sveučilišta  Arhivirana inačica izvorne stranice od 18. travnja 2005. (Wayback Machine)
- Službene stranice Kazanskog državnog medicinskog sveučilišta  Arhivirana inačica izvorne stranice od 9. studenoga 2006. (Wayback Machine).
- Službene stranice Kazanskog državnog tehničkog sveučilišta  Arhivirana inačica izvorne stranice od 4. svibnja 2012. (Wayback Machine)
- Tatarska na međumrežju  Arhivirana inačica izvorne stranice od 19. srpnja 2013. (Wayback Machine)
- DMoz.org: a collection of Tatarstan-related links  Arhivirana inačica izvorne stranice od 10. siječnja 2006. (Wayback Machine).
- Teksto od dogovoru između vlada Ruske Federacije i Republike Tatarske o "Ograničenju vlasti u području inozemnih gospodarstvenih odnosa"  Arhivirana inačica izvorne stranice od 14. ožujka 2010. (Wayback Machine).
- TB-Idel-Ural tjednik